# هربرت ماركيز
هربرت ماركيز (بالإسبانية: Herbert Márquez)‏ هو لاعب كرة قدم فنزويلي في مركز الهجوم، ولد في 30 نوفمبر 1963 في بويرتو لا كروز في فنزويلا. لعب مع ديبورتيفو تاشيرا ونادي ماريتيمو.

## وصلات خارجية
- هربرت ماركيز على موقع قاعدة بيانات كرة القدم.إي يو (الإنجليزية)
- هربرت ماركيز على موقع ناشيونال فوتبول تيمز (الإنجليزية)